# Háj (Habartice)
Háj je osada, část obce Habartice v okrese Liberec. Nachází se asi dva kilometry  jihovýchodně od Habartic. Háj leží v katastrálním území Háj u Habartic o rozloze 2,51 km².

## Historie
První písemná zmínka o vesnici pochází z roku 1421.

## Pamětihodnosti
Stával zde vodní mlýn, o němž se však nedochovaly žádné písemné zmínky a ani jeho budova již neexistuje.